# Ramiro Fonte
Ramiro Fonte Crespo (Puentedeume, La Coruña, 1957 - Barcelona, 11 de octubre de 2008) fue un poeta y escritor español exclusivamente en lengua gallega. Fonte fue una de las voces más importantes de la llamada Xeración dos 80.

## Biografía
Pasó su infancia en Puentedeume y a los diez años se trasladó con su familia a Ferrol. En esta ciudad llevó a cabo sus estudios de bachillerato. Se licenció en Filosofía y Letras por la Universidad de Santiago, fue profesor de Lengua y Literatura Gallegas. Poeta, narrador, ensayista, crítico literario y estudioso de la literatura gallega, fue uno de los fundadores del colectivo poético Cravo Fondo (1977). Como narrador se dio a conocer en 1986 con el relato "O retornado" (en castellano, "El retornado"), Premio Modesto R. Figueiredo. Murió el 11 de octubre de 2008 en el hospital de Bellvitge de Barcelona, donde permanecía ingresado desde el 23 de septiembre por una larga dolencia.
Fue miembro correspondiente de la Real Academia Gallega. Desde 2004 y hasta el final de su vida fue director del Instituto Cervantes en Lisboa.

## Obra

### Poesía
- As cidades da nada, 1983.
- Designium, 1984. Premio de la Crítica de Galicia y Premio Antón Losada Diéguez de creación.
- Pensar na tempestade, 1986.
- Pasa un segredo, 1988. Premio de la Crítica de poesía gallega
- As lúas suburbanas, 1991.
- Adeus norte, 1991. Premio Esquío de poesía.
- Luz do mediodía, 1995.
- Persoas de amor, 1995.
- O cazador de libros, 1997.
- Mínima moralidade, 1998. Premio Miguel González Garcés
- Capitán Inverno, 1999.
- A rocha dos proscritos, 2001.
- Xardín do pasatempo, 2008.
- Reversos, 2008.

### Narrativa
- Catro novelas sentimentais, 1988.
- As regras do xogo, 1990.
- Aves de paso, 1990.
- Os leopardos da lúa, 1993.
- Soños eternos, 1994.
- Os meus ollos, 2003.
- Os ollos da ponte, 2004.
- As pontes no ceo, 2007.

### Ensayo
- Fermín Bouza-Brey e a súa obra literaria, 1992.

### En antologías y obras colectivas
- Ámbito dos pasos, 1997.
- "Iluminacións danubianas" en Caderno de viaxe, 1989.
- "Razóns para matar a Martíns" en O relato breve. Escolma dunha década, 1990.

## Poemas musicados
En el año 1999 el Ayuntamiento de Pontedeume de cara a enmarcar el proyecto cultural e intelectual, II Curso de Verano de Pensamiento Español Contemporáneo: "Carlos Gurméndez", en colaboración con la Universidad de La Coruña, Universidad Internacional Menéndez Pelayo y el Club de Prensa de Ferrol, encargó al catedrático y compositor Miguel Brotóns, la composición para soprano y piano en forma de lied con título Pontedeume, un cantar que chove. Composición inspirada en el poema homónimo del poeta y escritor Ramiro Fonte. El estreno de la partitura tuvo lugar el 7 de junio de 1999, en el Convento de Santo Agostiño por la soprano María Teresa del Castillo y la pianista Natalia Lamas.
El guitarrista y compositor Víctor Aneiros musicaliza el poema Na barra, en su álbum “Heroe Secreto” 2008.

En su álbum Brétemas da Memoria  2010, musicaliza 7 poemas de Ramiro Fonte:  
Vida bohemia, Sombras de Compostela, Autor de westerns, Máis alá, Un tute á morte, Cabina telefónica (Lupanar de cristal) y Rita Hayworth (Sirenas da policía).
También, la compositora Sofía Oriana Infante musicalizó en 2008 "O cazador de libros", poema que Ramiro dedicó a José Antonio Infante, padre de la compositora. La obra fue estrenada en el Conservatorio "Xan Viaño" de Ferrol por José Manuel Yáñez Carballeira al piano y por la soprano Maite Bárbara.